# Node i clúster turístic
La paraula clúster i node fan referència a subjectes turístics:

## Clúster turístics
La paraula clúster significa especialització i en el cas de turisme fa referència a l'especialització en una determinada tipologia de turisme a partir d'una singularitat. En un clúster hi ha una unió d'empreses de tipologia semblant. Un clúster implica una divisió del territori en funció de factors empresarials d'especialització (productes).
Un recent estudi (2007) assenyala que a Catalunya hi constitueixen 18 clústers turístics agrupats a manera d'ofertes temàtiques: salut, bellesa, benestar, naturalesa, cultura, actiu, aventura, oci, reunions i empresa. És important saber diferenciar entre una agrupació d'empreses convencionals i un clúster.
És a dir que un cluster és un espai geogràfic que compta amb atractius per dissenyar un producte de qualitat excel·lent en el mercat, el qual disposa, a més, de components tecnològics i empresarials que formen una cadena de producció i mercadeig. Té l'objectiu d'oferir el producte o productes en condicions d'excel·lència i a menor preu que els seus competidors.

## Nodes turístics
El node turístic és un atractiu turístic. Els nodes turístics depenen de l'interès, l'accessibilitat, situació geogràfica i estratègica. Per exemple, a Girona hi ha 28 nodes i es destaquen els següents: Catedral, Tresor de la catedral, Pia Almoina, Museu Arqueològic, Casa Pastors, Les Àligues, Sant Domènec, Muralles, Sant Nicolau, Facultat de Lletres, etc.